# Campagna di Nadir in Mesopotamia
La campagna della Mesopotamia del 1732-1733 fu un conflitto militare combattuto nel corso della guerra persiano-ottomana del 1730-1735. Come diretto risultato della malcondotta invasione di Tahmasp II nel territorio del causo Ottomano, tutte le conquiste ottenute in precedenza grazie alle campagne militari del generale Nadir vennero perdute e lo scià venne costretto a sottoscrivere un umiliante trattato che concedeva l'egemonia del Caucaso ad Istanbul. Questo fallimento diede a Nadir l'autorità di costringere Tahmasp all'abdicazione ed a riprendere la guerra contro i turchi lanciando un'invasione dell'Iraq ottomano.

## L'attacco al Kurdistan
L'Iraq ottomano fu una scelta peculiare per l'invasione di Nadir di tutti i territori della Persia occidentale nel tentativo di cancellare l'ignominioso trattato firmato da Tahmasp che aveva concesso il dominio del Caucaso agli ottomani. Lo storico Axworthy ha speculato nella sua opera che Nadir intendesse assediare e conquistare Baghdad per poi scambiarla col Caucaso, ma la città di Baghdad era un punto troppo strategico per poterlo scambiare con qualsiasi altro territorio per quanto influente. Malgrado l'improvvisa scelta di Nadir di invadere il Kurdistan, il territorio era pronto a ricevere le armate persiane coi dovuti accorgimenti.
Per cogliere i nemici di sorpresa il più possibile, Nadir decise di marciare attraverso le montagne della regione per dirigere un'avanzata verso il villaggio fortificato di confine di Zohab presso Qasr-e Shirin. Il passo montuoso si dimostrò difficile e innevato e molti furono i soldati che perirono nel corso della traversata, ma Nader riuscì a discendere verso la valle con 600 uomini, proprio dietro le linee nemiche. La guarnigione di Zohab in piena notte venne svegliata nel terrore dell'attacco e Nadir, conquistato il luogo, ordinò la costruzione di un nuovo forte per difendere questa volta le posizioni dei persiani contro i turchi.

## L'attraversamento del Tigri
Assediando Kirkuk con 7000 uomini dell'armata persiana, Nadir marciò innanzi e sconfisse gli ottomani presso Baghdad e quindi procedette ad attraversare il Tigri. Ahmad Pasha diede prova di essere un fiero difensore delle proprie posizioni e resistette sino all'ultimo, con l'arrivo dell'armata turca di Topal con 80 000 uomini di rinforzo.

## La battaglia di Samara
In un'abile mossa Topal condusse Nadir in una battaglia svantaggiosa con la quale, seppur con la perdita di un quarto dei propri uomini, Topal riuscì ad infliggere una pesante sconfitta all'esercito persiano, la cui metà finì per essere distrutta con la perdita dell'artiglieria. Questa monumentale vittoria permise l'abbandono dell'assedio della città.

## La battaglia di Kirkuk
Riprendendosi velocemente dalla sconfitta, Nadri ricostruì il suo esercito ed invase l'Iraq ottomano per l'ennesima volta. Dopo alcune schermaglie minori alla frontiera egli inviò Haji Beg Khan a fronteggiare Topal Pasha cosa che gli riuscì. L'avanzata della guardia ottomana venne bloccata dall'ondata di feroci imboscate tese da Nadir e dai suoi uomini.
Nadir, dopo i primi scontri a moschetto, ordinò ai suoi di sfoderare le spade e di caricare gli ottomani, supportando la fanteria con la cavalleria di riserva. I turchi caddero di fronte a questa potenza e nemmeno la presenza di un comandante navigato come Topal Pasha poté risolvere la situazione.

## Conseguenze
Nadir ad ogni modo non poteva proseguire con le proprie conquiste a causa di una rivolta scoppiata nella Persia meridionale che richiese la sua immediata attenzione. Baghdad, così, si trovò ancora una volta salvata dal cadere nelle mani dei persiani. La campagna non fu decisiva per le sorti della guerra ma pose le basi per la campagna di Nadir nel Caucaso per l'anno 1735 dove sconfiggerà gli ottomani a Baghavard e Istanbul si piegherà di fronte ai suoi piedi.